# Заросляк жовтоголовий
Заросляк жовтоголовий (Atlapetes flaviceps) — вид горобцеподібних птахів родини Passerellidae. Ендемік Колумбії.

## Опис
Довжина птаха становить 17 см. голова жовта, іноді з оливковим відтінком. Верхня частина тіла темно-оливкова, нижня частина тіла жовта.

## Поширення і екологія
Мешкає в колумбійських департаментах Толіма, Рисаральда, Вальє-дель-Каука, Кальдас і Антіокія, в горах Центрального і Західного хребта Колумбійських Анд. Живе в вологих гірських тропічних лісах і галерейних лісах на висоті від 1550 до 2700 м над рівнем моря.

## Збереження
Раніше вважалося. що популяція птаха складає менше 1000 птахів, однак нині її оцінюють в 10-20 тисяч птахів. МСОП вважає стан збереження виду близьким до загрозливого.